# Збірна Катару з хокею із шайбою
Збірна Катару з хокею із шайбою — національна чоловіча збірна команда Катару, яка представляє країну на міжнародних змаганнях з хокею. Функціонування команди забезпечується Федерацією хокею Катару, яка є членом ІІХФ.

## Історія
Хокей як вид спорту не дуже популярний у Катарі, за участі Катарського Олімпійського комітету була організована збірна з хокею із шайбою, основу якої склали катарці та вихідці катарського походження з Великої Британії та Канади. Збірна Катару планувала взяти участь у Зимових Азійських іграх-2011 в Казахстані, але в останній момент відмовилася. У Катарі є дві ковзанки («Віллджіо Малл» та «Сіті Центр Малл»), існує хокейна ліга (яка складається з шести команд). 
18 травня 2012 року Катар став офіційно членом ІІХФ.
Свою першу гру зіграли проти збірної Омана (програли 1:2). У 2014 році брали участь в чемпіонаті арабських країн з хокею. З п'яти проведених матчах у чотирьох програли, а в одному здобули перемогу над збірною Омана 7:2 та стали бронзовими призерами.

## Статистика зустрічей на міжнародній арені
Станом на 12 червня 2014 року.
| Команда                    | І | В | Н | П | Ш       |
| -------------------------- | - | - | - | - | ------- |
| Бахрейн                    | 1 | 1 | 0 | 0 | 3 : 0   |
| Кувейт                     | 1 | 0 | 0 | 1 | 5 : 10  |
| Оман                       | 3 | 1 | 0 | 2 | 11 : 13 |
| Об'єднані Арабські Емірати | 2 | 0 | 0 | 1 | 3 : 13  |